# IAI Westwind
El IAI Westwind es un reactor ejecutivo bimotor fabricado por el constructor aeronáutico israelí Israel Aircraft Industries (IAI). El Westwind es un diseño original del fabricante estadounidense Aero Commander, desarrollado a partir del avión Aero Commander 500, y que voló por primera vez el 2 de enero de 1963 bajo el nombre de Aero Commander 1121 Jet Commander.

## Diseño y desarrollo
Poco tiempo después de su primer vuelo, la compañía North American Rockwell compró a Aero Commander. La presencia del Jet Commander en el catálogo de productos suponía un problema, debido a que la Aero Commander Rockwell ya disponía de un diseño propio, el Sabreliner. Debido a las leyes antimonopolio, le resultaba imposible fabricar ambas aeronaves, por lo que decidieron vender los derechos del Jet Commander, que fueron adquiridos por parte de IAI en 1968.
La producción del Jet Commander acumulaba pedidos por un total de 150volandounidades en los Estados Unidos e Israel, antes de que IAI realizase una serie de modificaciones para crear el 1123 Westwind. Entre ellas, se incluían una extensión del fuselaje y un incremento del peso máximo al despegue, del peso máximo al aterrizaje y del peso máximo en vacío. Posteriormente se modificó la planta motriz, cambiando los dos motores turbojet originales por dos turbofan Garrett TFE731. Esta mejora, junto a otras en el fuselaje y en la aviónica se implantaron en el modelo 1124 Westwind, que se empezó a entregar en el año 1976.

## Variantes

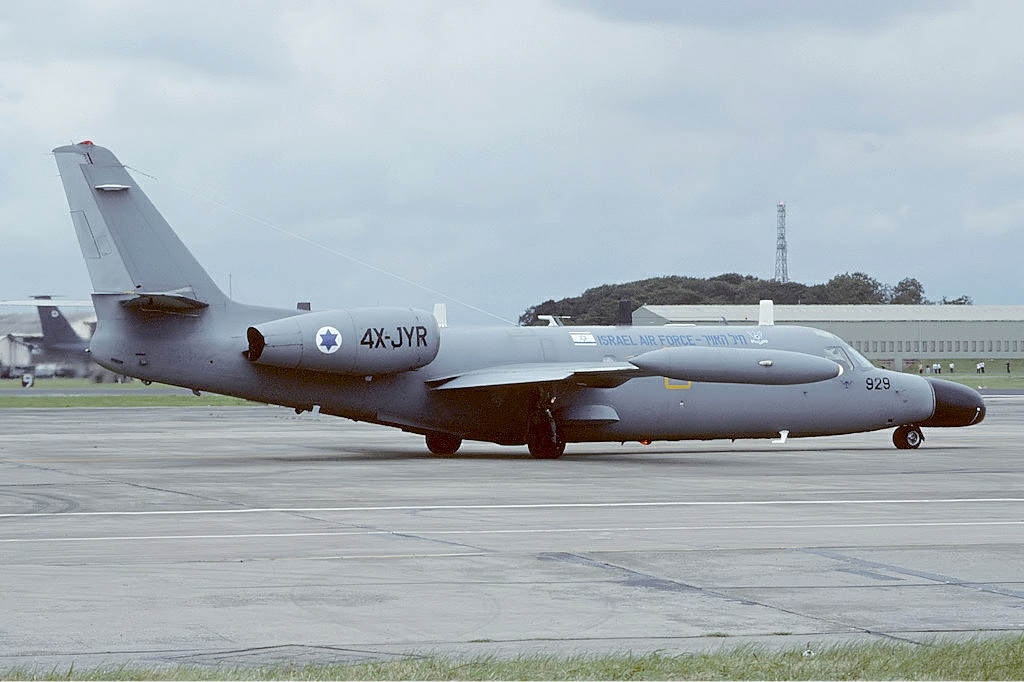
IAI-1124N Westwind Seascan de la Fuerza Aérea Israelí.

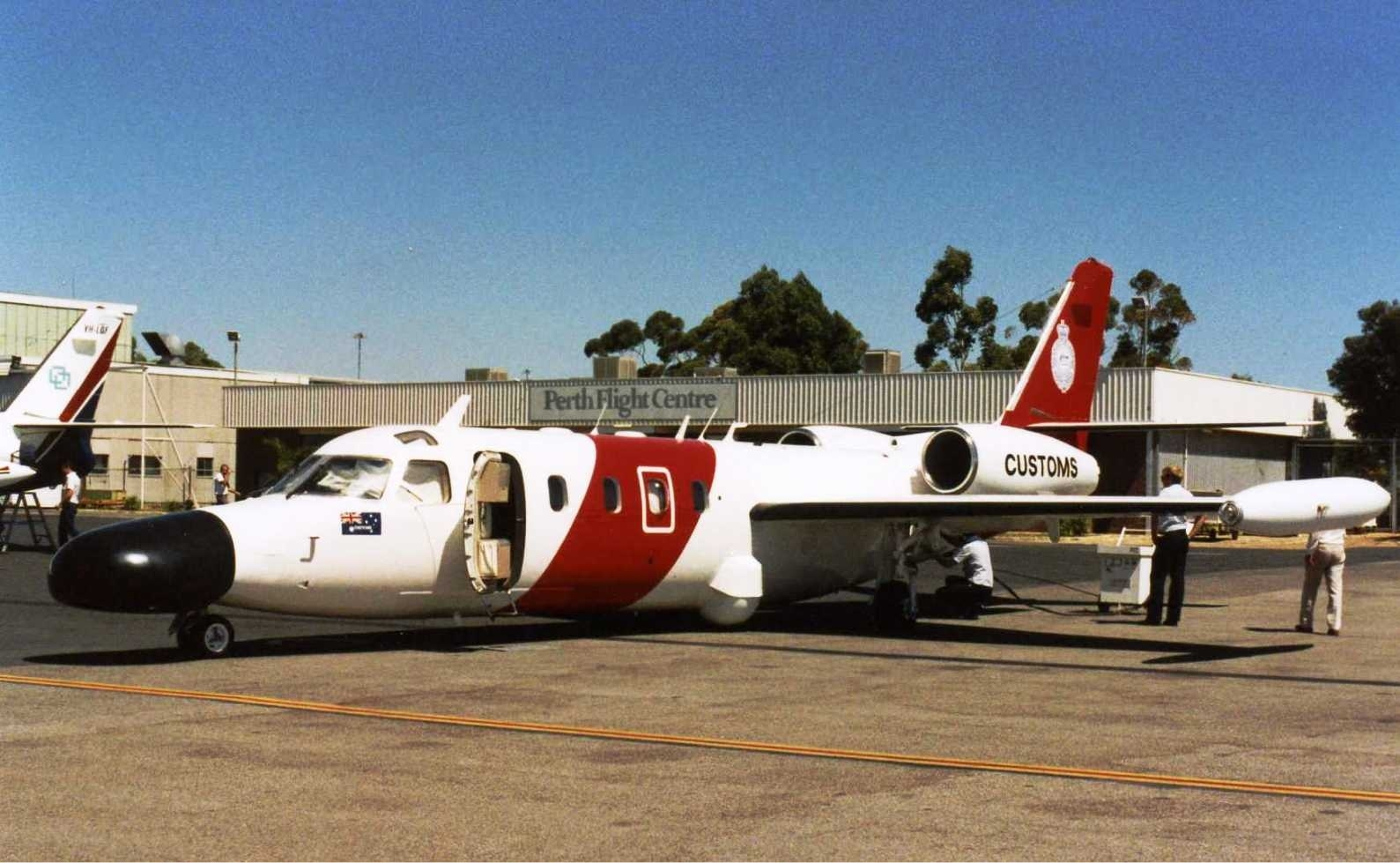
IAI 1123 Westwind, modificado para el servicio de aduanas de Australia.

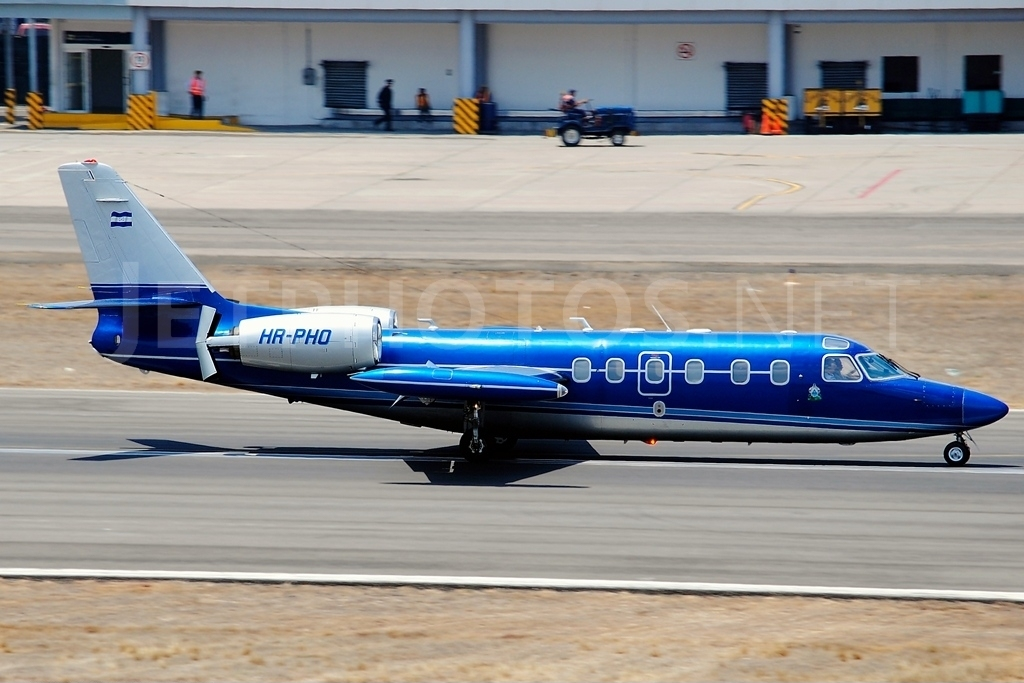
IAI-1124-Westwind, avión presidencial de Honduras

### Aero Commander
1121 Jet CommanderVersión original, equipada con dos motores General Electric CJ610. Se fabricaron un total 120 unidades, incluyendo dos prototipos.
1121AVersión modificada con motores CJ610-1; 11 fabricados.
1121B CommodoreVersión modificada con motores CJ610-5; 19 fabricados.
1122Versión mejorada, aunque no se llegó a producir en serie; 2 fabricados.

### Israel Aerospace Industries
1123 WestwindVersión mejorada del 1121. El fuselaje se alargó en 51 cm, y se equipó con dos motores CJ610-9 y un microturbo Saphir III. 36 fabricados.
1124 Westwind IRedesignación del 1124 tras la puesta en servicio del Westwind II.
1124N Sea Scanmodificación de avión de patrulla marítima.
1124A Westwind IIVersión actualizada del 1124, fabricada a partir de 1980.

## Operadores
Canadá
- Policía Montada del Canadá

 Chile
- Armada de Chile

 Ecuador
- Fuerza Aérea Ecuatoriana

 Honduras
- Fuerza Aérea Hondureña

 Israel
- Fuerza Aérea Israelí

´ México
- Fuerza Aérea Mexicana

 Uganda
- Fuerza Aérea de Uganda

## Especificaciones (1124A Westwind II)
Referencia datos: Jane's All The World's Aircraft 1982-83

### Características generales
- Tripulación: 2
- Capacidad: 10 pasajeros
- Longitud: 15,9 m (52,3 ft)
- Envergadura: 13,7 m (44,8 ft)
- Altura: 4,8 m (15,8 ft)
- Superficie alar: 28,6 m² (308,3 ft²)
- Peso vacío: 6010 kg (13 246 lb)
- Peso máximo al despegue: 10 660 kg (23 494,6 lb)
- Planta motriz: 2× turborreactores Garrett TFE731-3-1G.
  - Empuje normal: 16,5 kN (1678 kgf; 3700 lbf) de empuje cada uno.

### Rendimiento
- Velocidad máxima operativa (Vno): 868 km/h (539 MPH; 469 kt)
- Velocidad crucero (Vc): 723 km/h (449 MPH; 390 kt)
- Velocidad de entrada en pérdida (Vs): 184 km/h (114 MPH; 99 kt)
- Alcance: 4430 km (2392 nmi; 2753 mi)
- Techo de vuelo: 13 720 m (45 013 ft)
- Régimen de ascenso: 25,4 m/s (5000 ft/min)

### Aeronaves similares
- Aero Commander 500
- IAI Astra